# Holanthias caudalis
Holanthias caudalis là một loài cá biển thuộc chi Holanthias trong họ Cá mú. Loài này được mô tả lần đầu tiên vào năm 1976.

## Phân bố và môi trường sống
H. caudalis có phạm vi phân bố giới hạn ở đông nam Đại Tây Dương. Loài này chỉ được biết đến qua các mẫu vật được thu thập xung quanh đảo Ascension, ở độ sâu trong khoảng từ 50 đến 170 m. Hện nay không có nhiều thông tin về loài này.

## Mô tả
H. caudalis trưởng thành có chiều dài cơ thể lớn nhất được ghi nhận là 22 cm. Thân của cá thể trưởng thành màu vàng, hơi ánh màu hồng với nhiều các đốm màu đỏ. Đầu có 3 vệt sọc hồng (2 sọc nằm ở trên và dưới mắt, sọc còn lại trên đỉnh đầu). Đầu màu hồng nhạt. Vây lưng vàng với dải hồng ở sát gốc. Viền hồng ở trước vây hậu môn và rìa đuôi. Vây hậu môn có thêm dải sọc vàng ở trước. Vây bụng màu hồng nhạt. Đuôi có tia thứ 2 và 3 (tính từ phía dưới) kéo dài thành sợi vây rất dài.
Số gai ở vây lưng: 10; Số tia vây mềm ở vây lưng: 15 (tia thứ 7 dài nhất); Số gai ở vây hậu môn: 3; Số tia vây mềm ở vây hậu môn: 7 (tia thứ 3 dài nhất); Số tia vây mềm ở vây ngực: 21; Số vảy đường bên: 46 - 47; Số lược mang: 41 - 42.
Thức ăn của H. caudalis có lẽ là các loài động vật giáp xác.